# Augochloropsis electra
Augochloropsis electra är en biart som först beskrevs av Smith 1853.  Augochloropsis electra ingår i släktet Augochloropsis och familjen vägbin. Inga underarter finns listade.